# 王思聪
王思聪（1988年1月3日—），四川苍溪人，出生于辽宁省大连市西岗区，是万达集团董事长王健林獨生子，网红，任万达集团董事、北京普思投资有限公司董事长。
王思聪在新加坡、英国接受教育，大学毕业后在回到中国，在万达集团任职。2011年，王思聪成立IG电子竞技俱乐部，开始涉足电子竞技行业。2015年，王思聪创立视频直播网站熊猫TV并担任CEO。2019年3月，熊猫TV宣布倒闭。

## 經歷

### 早年
出生于辽宁大连，籍贯四川广元苍溪县，祖父王义全参加过红军。有媒体声称王义全曾担任西藏自治区人民政府副主席。根据四川农业大学网站报道，王义全退休前的职务是四川省林业学校副校长。母亲林宁是河北隆尧县人，外祖父林连章曾参加淮北五河战斗、灵璧战斗、津浦路破击战、泗县战斗、睢海战斗、淮海战役、渡江战役。获三级独立自由勋章和三级解放勋章。
王思聪自小就被送到国外，小学就读于新加坡瑞士村小学，中学与大学则就读于英国温切斯特公学与伦敦大学學院哲学系。

### 事业
王思聪从英国归来即担任万达集团董事，但不负责任何事务。2009年，王健林拿出5亿元人民币让王思聪成立北京普思投资有限公司练手，不过2016年7月王思聪表示其父并未提供那么多，“一次性也就500万、1,000万的支持，鼓励创业”。至2010年，王思聪持有万达院线约1,000万股。
2011年8月，王思聪收购CCM电竞俱乐部，成立iG电竞俱乐部，他表示要“强势进入，整合电竞。”
2015年8月，王思聪成立经纪公司“香蕉计划文化发展有限公司”，同時簽約韓國女團T-ara。9月，王思聪在微博上宣布担任即将上线的视频直播平台熊猫TV的CEO，并启动融资计划。多家外媒对此事予以报道，并称此举意图对抗亚马逊的Twitch。10月24日，王思聪担任中国移动电竞联盟第一届轮值主席。
2016年12月，王思聪与演员林更新合资成立“上海水晶荔枝娱乐文化有限公司”，注册资金1,000万。
2018年8月17日，王思聪正式注册成为电竞选手，加入IG电竞俱乐部，游戏ID：iG.WXZ。9月19日，王思聪正式退役。後王思聰利用該帳號盈利，項目為陪練《雲頂之弈》，開價每小時666元人民幣。
2019年11月，王思聰涉及多起訴訟，並被多家法院限制高消費。其新浪微博設置為半年可見。
- 11月4日，王思聪在北京市第二中級人民法院某起財務官司敗訴，王由於拒不履行法院判决，原告嘉兴璟字悌为股权投资基金合伙企业（有限合伙）申請执行其所欠金額约1.5亿人民幣，王思聪被列入被执行人名单，法院將强制执行赔偿。19日，王思聪再被北京市第二中级人民法院限制消费[31]，至22日由于未履行还款义务，其名下的房产、车辆、银行存款等财产被北京市第二中级人民法院查封[32]。後王思聰與原告和解，原告遂於2019年12月23日向北京市第二中級人民法院提交解除查封、冻结、限制王思聰消费措施的申请，北京市第二中級人民法院对该案作结案处理，并陆续解除对王思聪采取的执行措施[33]。
- 王思聪旗下的普思资本和北京香蕉计划体育文化有限公司股权遭到上海市宝山区人民法院冻结。[34]據粗略統計，王名下被凍結股權估值有8445萬元，包括其親手創辦的香蕉計劃旗下多家公司、上海水晶荔枝娛樂文化有限公司[35][34][36]。12月10日，王思聪名下2,200万元的资产再次被上海市宝山区人民法院冻结[37]。
- 据相关媒体猜测，王思聪的巨额债务来源于熊猫互娱与嘉兴基金等股东签订的对赌协议。[38]
- 王思聰因前熊猫互娱主播曹悅與熊猫互娱合同糾紛一案中熊猫互娱未按执行通知书指定的期间履行生效法律文书确定的给付义务，被上海市嘉定区人民法院限制消费[39]。20日，王思聪的限制消费令被解除[40]。
- 11月21日，上海市静安区人民法院对上海熊猫互娱文化有限公司和王思聪发布3条限制消费令[41]。12月24日，申请执行人的代理人向上海市静安区人民法院提交书面申请，请求撤回执行申请，并解除对王思聰的限制措施及其他强制措施。上海市静安区人民法院作终结执行，并解除对王思聰的限制高消费措施[33]。

2020年5月22日，王思聪旗下熊猫互娱再度列为失信被执行人。
2021年1月11日，王思聪因未按时履行法律义务被法院强制执行，执行标的为人民币7,701万4,336元。
2022年8月30日，王思聪不再担任大连万达的董事。

## 事件

### 「娱乐圈纪委」
王思聪最早进入公众视野是在2010年4月大S、汪小菲结婚时，他反驳张兰称婚礼由万达免费赞助，斥责张兰炒作。张兰回应称王思聪是“血气方刚的孩子”，他再度放话：“张兰就造谣这事不值得尊重”。此后王思聪活跃于社交媒体，因常犀利点评娱乐圈而被称作「娱乐圈纪委」。除多次挖苦讽刺张兰、汪小菲、大S一家外，他也形容内地娱乐圈是个精神病院，称爱戴英语“屎”、称赵本山是“耍彪的农民，买飞机是装逼”、称陈凯歌“用烂片挑战视觉极限”、称文章出轨后发微博长文“鸡贼”、称王菲“可笑、无知、迷信、封建、丢脸”、称章子怡“英文装逼”、称王家卫《一代宗师》“真是装了一手好X”、称陶晶莹素颜出镜丑、称陈妍希版小龙女像傻姑、称宁财神吸毒被拘“喜闻乐见”、在刘翔葛天领证时称“整容改变命运”、称王全安嫖娼“导演不去潜规则太傻”、称范冰冰和张馨予是“毯星”、称张翰是“最渣”的人，称曹格“情商感人”、称《我是歌手3》浮夸难听、称《好声音》“真人秀按剧本演”等等。

### 名誉权官司
2014年7月21日，“网易娱乐”、“搜狐娱乐”分别以《富二代王思聪掷千万投票》、《富二代王思聪掷千万投票 网友：SNH48完爆AKB48》为题，报道称其斥资千万为兔女郎投票，同时附有一张照片，内容为一张中国银行支票，照片显示支票收款人为上海星四芭文化传播有限公司，支票用途为“SNH48总决选投票支出”。报道同时称该公司系兔女郎组合所在经纪公司。9月，王思聪以侵犯名誉权为由，将网易、搜狐分别诉至法院，称上述报道内容完全捏造，分别索赔精神损害抚慰金20万元。
2016年，王思聪发现手机游戏《思聪的日子》及该游戏宣传推广文章擅自使用自己姓名、丑化自身形象，将深圳市鱼丸互动科技有限公司诉至朝阳法院，索赔65万余元，最终获赔1.5万元。
2017年10月，“网易娱乐”发布《王思聪疑讽鹿晗私生活复杂 与关晓彤半年必分手》文章，文章附图标注为王思聪的微信朋友圈截图。王思聪二诉网易，称该内容捏造。法院一审判决被告删除文章并道歉，赔偿原告王思聪共计6万，二审维持原判。

### 与朱圣祎官司
2015年2月，王思聪在微博转发针对演员朱圣祎的微博，并评论道：“关于朱圣祎_Nicole 为入上戏出卖闺蜜。小小年纪人品极差，被老男人包养，把同学介绍给其他老男人拿回扣。说我是因为和她约炮未果所以黑她，拜托，我约炮未果的多的是了你看我黑谁了，从高中就各种贴有钱人，你给你男朋友带了多少绿帽你数得清吗？ ”引发与朱圣祎的网络骂战，并被朱圣祎以名誉侵权起诉至朝阳法院。2016年12月，朱圣祎起诉王思聪侵权一案一审判决王思聪赔偿朱圣祎所有讼诉费及精神损失抚慰金5000人民币，同时删除微博并在微博对其发布公开道歉声明。2017年王思聪提起上诉，被二审法院驳回。

### BBC纪录片
2015年，王思聪接受BBC纪录片《中国的秘密》采访。他指出，在中國要脫離重複學習的教育體制等於自殺，故其中一個減壓方式就是打網絡遊戲。他又稱因为中國人意识到抗議无用，所以很少抗议，以免被政府逮捕。王思聰还說，在中國無從得知底綫在哪裏，法律也沒有明確規定，「這是中國的問題」。

### 王可可
王思聰在2014年为自己的阿拉斯加犬王可可开设名为「王可可是個碧池」的微博，多次引发网络话题。2015年5月，王思聪发布王可可佩戴两块苹果手表的照片。。2016年3月，王思聪好友蔡镕宇为王可可开设淘宝店。2017年7月3日，王思聪在朋友圈分享王可可乘飞机的照片，360董事长周鸿祎留言询问：“坐飞机能带狗吗？是买儿童票？”王思聪回答：“不知道，我的是私人飞机。”7月5日，网传王可可走失，王思聪悬赏100万找狗，但随后被王可可微博否认。

### 微博封杀
2022年3月，由于上海当局大量发放连花清瘟胶囊却又澄清无法预防冠狀病毒肺炎，王思聪于4月14日微博转发《睡前消息》关于连花清瘟的调查视频 （页面存档备份，存于），要求证监会严查厂家以岭药业。约一小时后，王思聪编辑了该条微博，删去了上述评论。以岭药业股价因此在4月15日下午跌停。4月19日，王思聪在微信朋友圈称：「每天早上的核算（酸）檢測，檢測的不是陽性或陰性，而是你的奴性和血性。今天開始不會再出門做核算（酸）了。」其发言隨後遭删除，微信朋友圈及群聊功能也被永久禁用；但其转发批判连花清瘟及以公款購入濫發之作法的影片仍然存在。4月27日，王思聪的新浪微博账号被注销。

### 打人事件
2023年1月上海靜安警方通报，王思聪、孙某某（男，28岁）、魏某某（男，38岁）、余某某（男，39岁）等4人误以为在路边候车的陈某某对王思聪拍照，双方发生争吵。王思聪等4人将陈某某打致轻微伤。警方对王思聪、孙某某作出行政拘留7日，并处罚款500元的处罚决定；对魏某某、余某某作出行政拘留5日，并处罚款500元的处罚决定。但因王思聪等4人提请行政复议，警方对他们暂缓执行行政拘留。

## 个人生活
| 序号 | 女友             | 出生年份 | 交往时期        | 职业               | 备注 |
| ---- | ---------------- | -------- | --------------- | ------------------ | --- |
| 1    | 张倩             | 1988年   | 高中、大学      | 不明               | 初恋 |
| 2    | 王颖             | 1989年   | 2011年          | 模特               | 王思聪曾与曝光王颖是外围的天涯论坛网友在微博辩论，后因证据众多和王颖前男友指控，删光回复并将微博感情状态改为「丧偶」和「双性恋」。 |
| 3    | 姚星彤           | 1983年   | 一年            | 演员               | |
| 4    | 宋亮             | 1994年   | 2014-2016年     | 不明               | |
| 5    | 何雨檬           | 1988年   | 不详            | 演员               | |
| 6    | 赵子易           | 1994年   | 不详            | 模特               | 宠物「王可可」妈妈 |
| 7    | 邹杨             | 1991年   | 不详            | 空姐、模特         | |
| 8    | 张予曦           | 1991年   | 2014年          | 模特、网红、演员   | |
| 9    | 陈文婕（陈漾懿） | 1989年   | 不详            | 网红主播、主持人   | |
| 10   | 卫薇儿           | 1993年   | 一年            | 歌手、模特、演员   | |
| 11   | 沈亚婷           | 1990年   | 2015年          | 模特               | |
| 12   | 朱宸慧（雪梨）   | 1990年   | 2015-2016年     | 淘宝店主、网红主播 | |
| 13   | 黄慧             | 不详     | 不详            | 模特、网红         | 绯闻 |
| 14   | 李惠玥（豆得儿） | 1995年   | 2016年-2017年中 | 网红、艺人         | |
| 15   | 陈雅婷           | 1991年   | 2018年          | 模特、网红、演员   | |
| 16   | 仇琳琳（甜仇）   | 1997年   | 2020年          | 空姐、网红         | |
| 17   | 张小蒙           | 1996年   | 不详            | 模特               | 绯闻 |
| 18   | 李璐壹           | 不详     | 不详            | 网红               | 绯闻 |
| 19   | 谭盐盐           | 1995年   | 不详            | 网红               | 绯闻 |
| 20   | 慎婕             | 1998年   | 2022年          | 网红               | |
| 21   | 沈施羽           | 2001年   | 2023年          | 网红               | |
| 22   | 余沁怡（懶懶)    | 2002年   | 2024年          | 网红               | |

### 其他
2015年2月，王思聪在接受采访时调侃道自己的择偶标准是“胸大”，遭到中国官媒新华社不点名批评，称其“传播三俗”，“不以为耻，反以为个性”。
2021年6月15日，王思聪在微博指责网红孙一宁是“杀猪女”“直播捞钱”，并扬言将爆料。孙一宁在直播过程中大哭，质问王思聪为何要逼她，随后曝光了她和王思聪的聊天记录，显示王思聪从4月8日开始追求，但孙一宁态度冷淡，到6月15日两人决裂。大批网友耻笑王思聪「舔狗」后，王思聪在朋友圈发文：“我不是舔狗！”6月18日，官方媒体《中国青年报》批评王思聪的聊天记录：“其中，不论是乍看可爱，却写着‘杀掉你’字样的惊悚表情包，还是明知对方反对，仍要前往对方所在酒店‘堵门求见面’的做法，都令人脊背发凉。显然，王思聪的所作所为，早已逾越了男女之间‘谈情说爱’的正常界限，踏入了游走在法律与道德边缘的‘危险地带’。”
2024年6月8日，《青春有你2》练习生黄一鸣在社交平台称自己与王思聪有一私生女，她想讓小孩見王思聰卻遭微信拉黑。8月，传王思聪同意支付黄一鸣每年300万人民币抚养费和一套房。黄一鸣在直播时，回应称这已经是「大家都知道的事」。2025年8月，黄一鸣在直播中否认抚养费传闻，称王思聪从未过问女儿。

## 備註
1. ↑  2002年，瑞士村小学同摩绵小学（Moulmein Primary School）合并为马里士他山小学（Balestier Hill Primary School）。2019年，马里士他山小学与明地迷亚小学（Bendemeer Primary School）合并为新的明地迷亚小学[10]
2. ↑  大致按先后排序